# Jiří Zahradník
Jiří Zahradník (12. srpna 1928 Lomnice nad Popelkou – 27. ledna 2020 Lomnice nad Popelkou) byl český entomolog, docent UK a autor řady publikací o hmyzu, fotograf a hudebník. Byl uměleckým vedoucím souboru Collegium musicum Český ráj. Až do své smrti žil v Lomnici nad Popelkou, rodném městě, jehož je čestným občanem. Jeho bratrem je český hudební skladatel Zdeněk Zahradník.

## Dílo
- Svět brouků, Práce, 1974
- Náš hmyz, spoluautorka Jarmila Hobrlandtová, 1. vydání, Albatros, edice OKO - svazek 46, 1981
- Sedmijazyčný biologický slovník, Univerzita Karlova, 1982
- Blanokřídlí, spoluautor František Severa, Artia, 1987
- Hmyz ve službách člověka, spoluautor Matúš Kocian, Artia, 1993
- Evropští tesaříci, Granit, 2002
- Hmyz, spoluautor František Severa, 2. vydání, Aventinum, 2007
- Brouci, Aventinum, 1. vydání, 2008
- Rybníky Plzeňského kraje -- aneb putování za rybniční vůní, spoluautor Jan Kumpera, Ševčík, 2008
- Naši motýli, [CD-ROM], spoluautor František Severa, Albatros, 2008